# Seleção Húngara de Futebol nos Jogos Olímpicos
A seguir está a história da participação da Seleção Húngara de Futebol nos Jogos Olímpicos.

## Olimpíadas

### 1900
Não participou

### 1904
Não participou

### 1908
Não participou

### 1912
Perdeu nas Quartas de final para a Inglaterra por 7 a 0 

### 1916
Não existiram as Olimpíadas devido a Primeira Guerra Mundial

### 1920
Não participou

### 1924
Venceu a Polônia por 5 a 0 e Perdeu nas Oitavas de final para o Egito por 3 a 0 

### 1928
Não participou

### 1932
Não houve o Torneio de Futebol

### 1936
Perdeu nas Oitavas de final para a Polônia por 3 a 0 

### 1940
Não houve as Olimpíadas devido a Segunda Guerra Mundial

### 1944
Não houve as Olimpíadas devido a Segunda Guerra Mundial

### 1948
Não participou

### 1952
Medalha de Ouro, derrotando Romênia (2x1), Itália (3x0), Turquia (7x1), Suécia (6x0) e Iugoslávia (2x0)

### 1956
Não participou

### 1960
Medalha de Bronze, vencendo Índia (2x1), Peru (6x2) e França (7x0), perdendo para Dinamarca (2x0) e vencendo a Itália (2x1)

### 1964
Medalha de Ouro, vencendo Marrocos (6x0), Iugoslávia (6x5), Romênia (2x0), Egito (6x0) e Tchecoslováquia (2x1)

### 1968
Medalha de Ouro, vencendo El Salvador (4x0), Israel (2x0), empatando com Gana (2x2), vencendo Guatemala (1x0), Japão (5x0) e Bulgária (4x1)

### 1972
Medalha de Prata, vencendo Irã (5x0), Dinamarca (2x0), empatando com Brasil (2x2), vencendo Alemanha Oriental (2x0), Alemanha Ocidental (4x1), México (2x0), e perdendo para a Polônia (2x1)

### 1976
Não participou

### 1980
Não participou

### 1984
Não participou

### 1988
Não participou

### 1992
Não participou

### 1996
Masculino: Perdeu para Nigéria (1x0), Brasil (3x1) e Japão (3x2)

Feminino: Não participou

### 2000
Masculino e Feminino: Não participou

### 2004
Masculino e Feminino: Não participou

### 2008
Masculino e Feminino: Não participaram